# Donatella Duranti
Donatella Duranti (Busalla, 19 dicembre 1960) è una politica italiana.

## Biografia
Dopo aver lavorato dal 1984 come operaia civile all'Arsenale militare di Taranto diviene dirigente della FP-Cgil.
Aderisce a Rifondazione Comunista dopo la Svolta della Bolognina e viene candidata alle elezioni politiche del 2001 e alle Europee 2004, senza essere eletta.
Dal luglio 2004 al febbraio 2006 è Assessore con delega alle politiche giovanili, alla trasparenza e ai parchi della provincia di Taranto, carica che lascia per le Elezioni politiche del 2006 in cui viene candidata alla Camera nella circoscrizione Puglia, risultando eletta e restando in carica fino all'aprile 2008.
Nel congresso del PRC dell'estate 2008 si schiera con la mozione di Nichi Vendola partecipando, nel gennaio successivo, alla costituzione del Movimento per la Sinistra, poi confluito in Sinistra Ecologia Libertà.
Alle elezioni politiche del 2013 è rieletta alla Camera dei Deputati, nella circoscrizione Puglia, nelle liste di Sinistra Ecologia Libertà.
Dal febbraio 2017, aderisce al gruppo parlamentare Articolo 1 - Movimento Democratico e Progressista, insieme ad altri 16 parlamentari provenienti da Sinistra Ecologia Libertà che hanno scelto di non aderire a Sinistra Italiana.
L'8 gennaio 2018 annuncia la sua non ricandidatura alle elezioni politiche del 4 marzo, tornando al proprio lavoro in Arsenale a Taranto.